# Liolaemus sanjuanensis
Espèce
Statut de conservation UICN

 LC  : Préoccupation mineure
Liolaemus sanjuanensis est une espèce de sauriens de la famille des Liolaemidae.

## Répartition
Cette espèce est endémique de la province de San Juan en Argentine. On la trouve entre 2 800 et 3 200 m d'altitude.

## Description
C'est un saurien ovipare.

## Étymologie
Son nom d'espèce, composé de sanjuan et du suffixe latin -ensis, « qui vit dans, qui habite », lui a été donné en référence au lieu de sa découverte, la province de San Juan.

## Publication originale
- Cei, 1982 : A new endemic lizard from Sierra Pie de Palo in western Argentina. Journal of Herpetology, vol. 16, no 2, p. 179-182.